# Egnasia obscurata
Egnasia obscurata is een vlinder uit de familie spinneruilen (Erebidae). De wetenschappelijke naam is voor het eerst geldig gepubliceerd in 1898 door Mabille.
De soort komt voor in tropisch Afrika.